# Synallaxe à face rouge
Cranioleuca erythrops
Espèce
Répartition géographique
Statut de conservation UICN

 LC  : Préoccupation mineure
Le Synallaxe à face rouge (Cranioleuca erythrops) est une espèce de passereaux de la famille des Furnariidae.

## Répartition et sous-espèces
Selon la classification de référence du Congrès ornithologique international (15.1, 2025) il se répartit en trois sous-espèces (ordre phylogénique) :
- C. e. rufigenis (Lawrence, 1868) — cordillère de Talamanca ;
- C. e. griseigularis (Ridgway, 1909) — région de Darién et Colombie (cordillère Occidentale, Centrale (nord) et serranía de San Lucas) ;
- C. e. erythrops (Sclater, 1860) — Équateur.